# كونستانس كاربنتر
كونستانس كاربنتر (بالإنجليزية: Constance Carpenter)‏ هي ممثلة أمريكية، ولدت في 19 أبريل 1904 في باث في المملكة المتحدة، وتوفيت في 26 ديسمبر 1992 في نيويورك في الولايات المتحدة بسبب سكتة.

## وصلات خارجية
- كونستانس كاربنتر على موقع IMDb (الإنجليزية)
- كونستانس كاربنتر على موقع قاعدة بيانات برودواي على الإنترنت (الإنجليزية)
- كونستانس كاربنتر على موقع قاعدة بيانات الفيلم (الإنجليزية)